# Orléat
Orléat település Franciaországban, Puy-de-Dôme megyében. Lakosainak száma 2236 fő (2022. január 1.). Orléat Bulhon, Crevant-Laveine, Dorat, Lezoux, Peschadoires, Saint-Jean-d’Heurs és Thiers községekkel határos.

## Népesség
A település népességének változása:
| Lakosok száma | 2081 | 2129 | 2194 | 2157 | 2174 | 2192 | 2218 | 2234 | 2236 |
|               | 2013 | 2015 | 2016 | 2017 | 2018 | 2019 | 2020 | 2021 | 2022 |